# クレオンブロトス2世
クレオンブロトス2世（古希: ΚλεόμβροτοςΒ', 英: Cleombrotus II, 在位：紀元前243年-紀元前240年）はアギス朝のスパルタ王である。
クレオンブロトス2世はアギス家の傍系の人物で、スパルタ王レオニダス2世の娘キロニスと結婚していた。クレオンブロトスにはアゲシポリスとクレオメネスという二人の息子がおり、前者はアゲシポリス3世の父である。
レオニダスとエウリュポン家のアギス4世との争いの際、アギス派の監督官リュサンドロスはクレオンブロトスを説得して味方につけてレオニダスを廃位し、クレオンブロトスはレオニダスに代わって王位についた。その際、レオニダスはアルカディアに亡命した。しかし、紀元前240年に帰国してきたレオニダスがクーデターを起こすと、アギスはカルキオイコス神殿、クレオンブロトスはポセイドン神殿に逃げ込み、庇護を乞うた。レオニダスはクレオンブロトスへと軍を進めたが、妻キロニスの説得によってクレオンブロトスは命を助けられ、妻子共々テゲアへと亡命した。クレオンブロトスがいつ死んだのかは不明である。

## 註
1. ↑  ポリュビオス, IV. 3., 10
2. ↑  プルタルコス, 「アギス」, 11
3. ↑  パウサニアス, III. 6. 7-8
4. ↑  プルタルコス, 「アギス」, 16-18